# درگیری ترکیه و داعش
درگیری ترکیه و داعش شامل مجموعه‌ای از حملات و درگیری‌ها بین ترکیه و داعش است. ترکیه در سال ۲۰۱۶، پس از حملات داعش در ترکیه، به جنگ با داعش پیوست. در عملیات سپر فرات، نیروهای مسلح ترکیه، هم علیه داعش و هم علیه نیروهای دموکراتیک سوریه جنگیدند. پس از بیرون راندن داعش از ترکیه، بخشی از شمال سوریه در اطراف جرابلس و الباب، توسط ترکیه، اشغال شد.
با این حال گزارش‌هایی از درمان زخمیان داعش در بیمارستان‌های ترکیه و همچنین ارسال اسلحه به داعش باعث بی‌اعتمادی بخش‌هایی از مردم ترکیه نسبت به حکومت شده است. علاوه براین همواره این موضوع مطرح بوده است که پلیس ترکیه به جنگجویان داعش اجازه می‌دهد از مرز عبور و مرور کنند.

## پیش‌زمینه

### ادعای همکاری و حمایت ترکیه
خبرگزاری رویترز به نقش میت (دستگاه اطلاعاتی ترکیه) در تجهیز داعش بین سال‌های ۲۰۱۳ تا ۲۰۱۴ اشاره کرد و افزود میت انواع قطعات راکت، خمپاره‌انداز، اسلحه‌های نیمه سنگین و غیره را به داعش رسانده است.
روزنامه تایمز در مقاله‌ای به قلم روگر بویس با عنوان «وقت آن رسیده است ترکیه تصمیم بگیرد که یک هم پیمان باشد یا دشمن» در فوریه ۲۰۱۵ نوشت: «ترکیه به هم‌پیمان مبهمی در ائتلاف غربی ضدداعش تبدیل شده است زیرا درحالی که بارها بر حمایت و مشارکت خود در حمله به عناصر گروه داعش و پیگرد آنها تأکید می‌کند، رفتار ترکیه در قبال استفاده از خاک این کشور به عنوان گذرگاه اصلی عزیمت تندروها از سراسر جهان به عراق و سوریه برای پیوستن به گروه داعش به گونه‌ای دیگر است و فقط همین‌قدر مانده که ترکیه در فرودگاه خود تابلو بزند و روی آن بنویسد که مسیر جنگ مقدس از این طرف است.»
این نویسنده افزود: «برکسی پوشیده نیست که ترکیه دو هدف اصلی و روشن را دنبال می‌کند، نخست سرنگون کردن بشار اسد، رئیس‌جمهور سوریه و دوم سرکوب کردها و همین امر، حفظ گروه داعش را به یکی از ابزارهایی تبدیل می‌کند که ممکن است به آنکارا در رسیدن به این دو هدف کمک کند، زیرا از یک سو، حملات ائتلاف ضدداعش از مشروعیت اسد می‌کاهد و از سوی دیگر کردها را به جنگ با این گروه سرگرم می‌کند.» روگر بویس در پایان مقاله‌اش از غرب خواست تا در ائتلاف با ترکیه در جنگ خود علیه گروه داعش موضع محتاطانه‌ای داشته باشد، چرا که آنکارا با این گروه پیش از اینکه یک دشمن باشد، به عنوان یک اهرم برای تحقق اهدافش تعامل می‌کند.
چیوات اونیس، معاون پیشین رئیس میت دربارهٔ گذر نیروهای داعش در مرز ترکیه و سوریه اعتراف کرد و گفت: «زمانی که جنگ داخلی سوریه در سال ۲۰۱۱ آغاز گردید، نواحی مرزی خیلی جدی مورد کنترل قرار نگرفتند.»